# Michel De Wolf
Michel De Wolf (* 19. Januar 1958 in Nivelles) ist ein ehemaliger belgischer Fußballspieler und späterer -trainer.

## Spielerkarriere
De Wolf begann seine Karriere 1976 beim RWD Molenbeek. 1983 wechselte er zu KAA Gent, wo er 1984 den belgischen Pokal gewann. Nach fünf Jahren in Gent ging er 1988 nach Kortrijk zum KV. Von 1990 bis 1994 stand er beim RSC Anderlecht unter Vertrag. Bei den Violetten konnte er seinen ersten Meistertitel feiern (1991) und zwei weitere folgten. Weiters gewann er zweimal den belgischen Supercup. In der Saison 1994/1995 versuchte er sein Glück in Frankreich und unterschrieb bei Olympique Marseille. Er beendete danach seine Karriere.
International spielte er 42 Mal für Belgien. Er nahm an der Europameisterschaft 1984 in Frankreich (Aus in der Gruppenphase), der Weltmeisterschaft 1986 in Mexiko (vierter Platz), der Weltmeisterschaft 1990 in Italien (Aus im Achtelfinale) und der Weltmeisterschaft 1994 in den USA (Aus im Achtelfinale) teil.

## Erfolge
- dreimal belgischer Meister (1991, 1993, 1994)
- einmal belgischer Pokalsieger (1984)
- zweimal belgischer Supercupsieger (1991, 1993)